# 2-羟基雌酮
2-羟基雌酮（英語：2-Hydroxyestrone，缩写2-OHE1，或称为“雌甾-1,3,5(10)-三烯-2,3-二醇-17-酮”）是一种天然内源性的儿茶酚雌激素，也是雌酮与雌二醇的代謝產物。2-羟基雌酮是体内最丰富的儿茶酚雌激素，主要在肝脏（小部分在其他组织）由CYP3A、CYP1A1等细胞色素P450酶不可逆地羟基化雌酮生成。